# Sárrétudvari
Sárrétudvari nagyközség Hajdú-Bihar vármegyében, a Püspökladányi járásban.

## Fekvése
A Nagy-Sárrét központi részén fekszik. Szomszédai: északkelet felől Báránd, kelet felől Biharnagybajom, dél felől Füzesgyarmat, délnyugat felől Kertészsziget, nyugat felől Szerep, északnyugat felől pedig Püspökladány.

### Megközelítése

#### Közúton
A településen, nagyjából északnyugat-délkeleti irányban végighúzódik a Püspökladány-Szeghalom közti 4212-es út, közúton ezen érhető el mindkét végponti város, illetve a 42-es és a 47-es főút felől is. Báránddal és Kabával a 4801-es, Szereppel pedig a 4211-es út köti össze. 

#### Vasúton
A hazai vasútvonalak közül a települést a MÁV 128-as számú Békéscsaba–Kötegyán–Vésztő–Püspökladány-vasútvonala érinti, amelynek egy megállási pontja van itt. Sárrétudvari megállóhely a vonal állomásainak viszonylatában Biharnagybajom vasútállomás és Szerep megállóhely között található; fizikailag a település belterületének déli szélén helyezkedik el, közúti elérését a 42 315-ös számú mellékút biztosítja.

## Története
A régészeti leletek arról tanúskodnak, hogy a község területén már i. e. 5000 évvel is éltek emberek. Itt hagyták jellegzetes temetkezési helyeiket a rézkor végén (i. e. 2000) élő pásztornépek is. Ezeket kunhalmoknak és kurgánoknak nevezzük, pl: a Tikicséri halom Sárrétudvari és Biharnagybajom között. A korai vaskorból (i. e. 500) a szkíták, majd a kelták és az őket követő szarmaták is nyomot hagytak maguk után.
Az i. sz. 4. században gepidák lakták a helyet, akiket 560 körül legyőztek az avarok. A 9. században megjelentek a honfoglaló magyarok. A régészeti ásatások a Hízóföldön arról tanúskodnak, hogy „vagyonos, katonáskodó, fegyverrel bőven felszerelt, asszonyaikat nemesfém ékszerekkel gazdagon ellátó, rangos középréteg, a honfoglalók első nemzedéke telepedett le, magukba olvasztva az itt talált gyér szláv és besenyő lakosságot.” – írta Nepper Ibolya régész.
Udvari régi templomának nyomai alapján feltételezhető, hogy már a 11. század második felében állt. A sírokban pogány és keresztény szokás meglétét fedezték fel. Ebben az időszakban kerülhetett a falu királyi adományként a Zovárd nemzetség birtokába. Ekkor már valószínűleg az „Udvari” nevet viselte a település. A Váradi regestrum 1214-ben megemlíti Udvarit.
Az 1514-es Dózsa György-féle parasztfelkeléshez az udvariak is csatlakoztak, és együtt dúlták fel a bajomi parasztokkal a Bajoni család udvarházát, égették el irataikat. A Perényi Ferenc váradi püspök által összehívott nemesek Várad alatt verték le őket.
A török magyarországi terjeszkedésének következtében 1555-ben Udvari 47 portával török uralom alá került, majd 1556-ban az erdélyi fejedelmi kincstár rendelkezett felette, az ún. Partiumhoz (Részekhez) tartozott. Ez azt jelentette, hogy mindhárom magyarországi főhatalomnak (királyi, fejedelmi és török uralom) kiszolgáltatottjává vált. Udvari éppen erre a hármas érintkezési pontra esett, így aztán mindenhonnan sarcolták, és vitték el adóját. A környék lakosságát a Sárrét mocsárvilága sokszor megmentette ellenségeitől.
1607-ben Udvarit Báthory Gábor erdélyi fejedelem Nagy Andrásnak adományozta, majd 1613-tól Kamuti Balázsnak, aki a templomot fedeleztette. 1656-tól Ebeni István, 1665-től Béldi Pál, 1692-től Wesselényi Pál birtokolta Udvarit. 1694-től ismét a váradi püspök birtokolta, dézsmálta a falut.
A Rákóczi-szabadságharc idején jelentős birtokai voltak Udvariban Bodó Jánosnak, akinek leányát, Bodó Katát vette feleségül Nyíri András, a kuruc hadak ezredes kapitánya. (A szabadságharcban meghalt, s a templomkertben temették el a holttestét.)
1715-től Udvari (53 családfővel) ismét a váradi püspökség birtokába került. Az 1700-as évek második felétől Bihar vármegye része lett a település. 1740-ben járvány következtében a lakosság 90%-a elpusztult.
A falu 1785-ben még kétutcás, szalagtelkes település volt.
Az 1848–49-es forradalom és szabadságharcban udvari önkéntesek is harcoltak. Az elesett honvédek sírjait az új temetőben találjuk. Az udvari emberek nemzeti érzelmeiről árulkodik az a feljegyzés, hogy 1892. szeptember 18-án Kossuth Lajost a 90. születésnapján az udvari elöljárók díszpolgárrá avatták. Kossuth temetésén küldöttséggel képviseltette magát a község, koszorút helyeztek el a ravatalán. Itthon pedig gyászistentiszteletet tartottak. 1893-ban Jókai Mórt írói munkássága 50. évfordulója alkalmából díszpolgárrá választották és megrendelték műveinek gyűjteményes kiadását a Népkönyvtár számára.
Magyarország ezeréves fennállásának emlékére 1896. május 9-én a községházán díszgyűlést rendeztek. Kovács Károly helybéli kovácsmester mozsárágyút öntetett saját pénzén a millennium emlékére.
Az elöljárók törődtek a falu fejlődésével. 1850-ben az utak kavicsolását jegyezték le. 1910-ben már négy kövesút indul Udvariból a szomszédos helységek felé. Az 1898-ban megnyílt Püspökladány–Szeghalom szárnyvonalon át Sárrétudvari bekerült a vasútforgalomba.
1720-ban földesúri tulajdonban Udvari lakosságát három szárazmalom látta el liszttel. A 19-20. század fordulóján gőzhengermalmot építtetett a község. 1932-ben Göttler Nándor pékmester péküzemet alapított.
1801-ben említik a bábát, majd 1873-ban orvosi állomás létesítéséről, 1876-ban okleveles szülésznő alkalmazásának elrendeléséről intézkedtek az elöljárók. 
1880-ban orvosi lakást vásároltak. Ez idő tájt létesült gyógyszertár is a faluban Szekér Lajos füzesgyarmati gyógyszerész tulajdonában. 1878-ban alakult meg a helybéli Tűzoltó Egyesület. 1893-ban egyesítették az olvasóköröket és a községi könyvtárat, hogy a Község Népkönyvtára kibővüljön.

## Közélete

### Polgármesterei
| Időszak   | Polgármester | Párt        | Megjegyzés                       |
| --------- | ------------ | ----------- | -------------------------------- |
| 1990–1994 | Guba Péterné | független   |                                  |
| 1994–1998 | Guba Péterné | független   |                                  |
| 1998–2002 | Guba Péterné | független   |                                  |
| 2002–2006 | Guba Péterné | független   |                                  |
| 2006–2010 | Bodó Sándor  | Fidesz      |                                  |
| 2010–2011 | Bodó Sándor  | Fidesz      | hivataláról lemondott            |
| 2011–2014 | Kiss Tibor   | Fidesz      | Időközi választás 2011. május 8. |
| 2014–2019 | Kiss Tibor   | Fidesz-KDNP |                                  |
| 2019–2024 | Kiss Tibor   | Fidesz-KDNP |                                  |
| 2024–     | Kiss Tibor   | Fidesz-KDNP |                                  |

## Népesség
A település népességének változása:
| Lakosok száma | 2976 | 2996 | 2963 | 2794 | 2741 | 2681 | 2659 |
|               | 2013 | 2014 | 2015 | 2021 | 2022 | 2023 | 2024 |

2001-ben a település lakosságának 95%-a magyar, 5%-a cigány nemzetiségűnek vallotta magát.
A 2011-es népszámlálás során a lakosok 83,1%-a magyarnak, 3,3% cigánynak mondta magát (16,6% nem nyilatkozott; a kettős identitások miatt a végösszeg nagyobb lehet 100%-nál). A vallási megoszlás a következő volt: római katolikus 1,9%, református 39%, görögkatolikus 0,5%, felekezeten kívüli 27,8% (30,6% nem válaszolt).
2022-ben a lakosság 93,3%-a vallotta magát magyarnak, 2,8% cigánynak, 0,1% németnek, 1,8% egyéb, nem hazai nemzetiségűnek (6,7% nem nyilatkozott; a kettős identitások miatt a végösszeg nagyobb lehet 100%-nál). Vallásuk szerint 35% volt református, 1,6% római katolikus, 0,6% görög katolikus, 0,1% egyéb keresztény, 0,5% egyéb katolikus, 22,4% felekezeten kívüli (39,6% nem válaszolt).

## Oktatás
Az iskolai oktatásról a 17. század elejéről vannak adataink. Akkor még nem volt főhivatású tanítójuk, a tanítást a prédikátor látta el. Az első fennmaradt rektori díjlevelet 1760-ban jegyezték fel. 1809-ben hat fiúosztályt soroltak fel. 1863-ban egy-egy földtekét vásároltak a fiú- és leányiskolának.
A tanítók jövedelmezését az egyház szolgáltatta. A gyermekek iskolába való felíratását a presbiterek szorgalmazták, ellenőrizték, élükön a prédikátorral és a kurátorral. A tanítók kiválasztása ugyancsak az ő hatáskörükbe tartozott. Az iskolák fűtése az egyház gondjaira volt bízva.
A 20. század elején egyre nagyobb terhet jelentett a Sárrétudvari Református Egyháznak az iskolák fenntartása.
1910-ben három tantermes iskola építését kezdték el. A sárrétudvari hat elemi és három ismétlő iskola 1948-ig maradt a református egyház kezelésében.
A két világháború közötti időszakban öt épület kilenc tantermében folyt az oktatás.
A hétköznapokról a község költője, Nagy Imre így ír:
Tízen is köhögnek egyszerre,

s egész éjszaka hangos a ház.

A belopódzó holdsugáron

A halál csontkeze citeráz.

Kinn vakit a téli fehérség,

bent a halál épit temetőt,

sarkokból a pók fagyva lehull,

s nem bírja szőni a szemfedőt.

Reggel a falon véres dér lesz,

s véres az ablak jégvirága, -

tavaszra a kis sárviskóból

kripta lesz – holtak zord világa.

(Tízen is)
A tanév végén a templomban voltak a nagy vizsgák. Az egész falu népét hívta a lelkész, hogy színük előtt adjanak számot a gyermekek a tanultakról. A hatodik osztály végén ágendáztak, utána felvették az úrvacsorát.
Napjainkban három épületben folyik a tanítás és 1995. január 1-je óta Általános és Alapfokú Művészeti Iskola lett.

## Nevezetességei
- Református templom.

Az eklézsia rövid története:
Egész bizonyossággal nem állapítható meg, melyik esztendőben, miképpen és kik által kezdődött meg a településen a reformáció. Semmi olyan írás vagy jegyzet, mely erre fényt derítene nem található az egyház levéltárában.
A település régi neve Biharudvari, amely régen tekintélyes püspöki birtok, és a 13. században 61 lakosú hely volt. Fráter György püspök el akarta cserélni, ez azonban nem sikerült, mert 1552-ben is a püspökséghez tartozott. A 15. században az Izsákai és a Bessenyei családoknak is volt ott birtokrészük. A református templomról a műemlékké nyilvánítási szakvéleményben ezt olvassuk : „A jelenlegi templom helyén épült a falu első temploma 1613-ban Egri György bíró és Thuri Gábor prédikátorsága alatt. A falu növekedésével szűknek bizonyult, így 1764 és 1769 között Segesvári János lelkipásztor szolgálata alatt épült a mai templom Mulich Bertalan mérnök tervei alapján. A torony húsz évvel később 1788-89-ben készült el. A templom belső tere 9 x 23 m, 800 ülőhelyes berendezése 1871-ben készült el. Ekkor építette Országh Sándor az orgonát, mely a háborúban tönkrement. Orgona szekrénye oldalán felirat olvasható: készítette: Nagy Madar Sándor 1871-ben. 1882-ben a torony felső része leég, melyet közadakozásból újjáépítenek, az adakozó tehetős, gazdag emberek nevét megörökítik a gerendákon, 1926-ban új csillagot és gombot helyeznek a toronycsúcsra."
A templom:
„A templom a község szélén épült kelet-nyugati tengellyel. A nyugati homlokzat előtti tornya kifelé néz a községből. A tornyot a templom gerince fölött egy többtagú osztó párkány két részre osztja, így az alsó két emelet magassága, falsávos és tükrös. A felső szintje pedig pilaszterekkel keretezett órapárkányos. A toronyház ablakai könyöklő párkányosak. A templom fala is falsávos és tükrös tagolással készült. A déli oldalán nagy, a keletin és az északin rövidebb félkör ívesen záródó ablakokkal. A déli térben sík, vakolt mennyezet, három oldalon körbefutó karzat van benne.”
A templomi rend:
„Sárrétudvari keleti-nyugati tájolású templomának belső terét középen a piac osztja ketté. Innen az épület hosszanti tengelyében széles utak vezetnek a végfalakon levő ajtókig, a kettéosztott padoszlopok között. A középső tér hosszanti falán van a szószék, alatta a papi székkel. Vele szemben a keresztpad kettéosztott oszlopsora van. A piac közepén az épület centrumában az Úr asztala áll. 1882-ben alacsony kerítést készítettek az Úr asztal aköré. Az asztal közepén a Bibliát helyezték el. Tavasztól őszig virág illatozott a Biblia mellett, ősztől tavaszig búzacsokor került a virág helyébe. A templom belső falát három oldalról karzat övezi. A hosszanti fal közepén az orgona áll, mellette és a végkarzaton padoszlopok vannak. (Sokkal egyszerűbbek a földszintieknél.) a karzat szintjét a fal irányában megemelték, így mindenki ráláthat a szószékre.”
Az első világháború előtt hímes, szőttes terítő volt az Úr asztalán, utána bordó bársony került a helyére. A szószék mellvédjét és lépcsőjének korlátját, valamint a középső teret övező kerítés vízszintes lapját ugyanolyan terítőkkel látták el. A bordó mellett fekete színű garnitúrát is készítettek. Évente háromszor gyászba öltöztették a templomot, Nagypénteken, október 6-án és Szilveszterkor. Ezenkívül a templomban tartott temetések alkalmával is használatba kerültek a gyászterítők.

## Híres emberek
Itt születtek:
- Nagy Imre (1896. október 23. – 1942. december 6.), költő. Könyvei: Holtak derese (versek, 1940); Összegyűjtött versek (bevezette Veres Péter, 1943); Álmatlan éj (válogatott versek, 1958); Tücsök a máglyán (válogatott versek és próza, 1971, 1976, 1986); Percnyi tavasz (Debrecen, 2002).[15][16][17]
- Zagyva László (kántortanító, karnagy, helyi népdalgyűjtő, gimnáziumi zenetanár, énekkari referens, német-magyar nyelvtanár (Bécs), 1911-1996)[18]
- Pusztainé Madar Ilona (1923-2007) néprajzkutató, önkéntes gyűjtő.

Itt éltek:
- Molnár László néprajzkutató

## Külső hivatkozások
- Sárrétudvari a szeporszag.hu-n[halott link]